# Tetramesa calicutensis
Tetramesa calicutensis är en stekelart som beskrevs av Sureshan 2005. Tetramesa calicutensis ingår i släktet Tetramesa och familjen kragglanssteklar. Inga underarter finns listade i Catalogue of Life.